# Velibor Đurić
Velibor Đurić (sinh ngày 5 tháng 5 năm 1982 ở Vlasenica) là một cầu thủ bóng đá Bosnia và Herzegovina.

## Sự nghiệp

### Câu lạc bộ
Anh thi đấu cùng với FK Slavija, FK Proleter Zrenjanin và FK Glasinac Sokolac trước khi chuyển đến Zrinjski vào mùa hè 2005.
Hợp đồng của anh cùng với HŠK Zrinjski Mostar kết thúc ngày 30 tháng 6 và thay bằng hợp đồng 3 năm cùng với Widzew Łódź. He was released từ Widzew Łódź ngày 16 tháng 7 năm 2011.

### Đội tuyển quốc gia
Anh ra sân một lần cho Đội tuyển bóng đá quốc gia Bosnia và Herzegovina năm 2009.